# 169e régiment d'artillerie
Pour les articles homonymes, voir 169e régiment.
Le 169e régiment d'artillerie est une unité de l'Armée de terre française. Il est créé en 1924 à Belfort à partir du 159e régiment d'artillerie à pied et dissous en 1926. Recréé en 1939 comme régiment d'artillerie de position sur la ligne Maginot, il combat au début de la Seconde Guerre mondiale jusqu'à sa capture fin juin 1940.

## Création et différentes dénominations
- 1924 : création
- 1926 : dissous
- 1939 : recréation
- 1940 : dissous

## Historique des opérations et garnisons du régiment

### Entre-deux-guerres
À la suite de la réorganisation des corps d'artillerie décidée en mars 1923, le 169e régiment d'artillerie à pied est créé le 1er janvier 1924 à Belfort, à partir du 159e régiment d'artillerie à pied. Régiment à traction automobile, il est rattaché au 7e corps d'armée et est caserné à Belfort. Il est dissous le 1er novembre 1926,.

### Seconde Guerre mondiale
Au début de la mobilisation (fin août 1939), le 169e régiment d'artillerie de position est créé à Stenay et Sedan à partir du VIIe groupe du 17e régiment d'artillerie divisionnaire pour former l'artillerie du Secteur fortifié de Montmédy. Il est constitué d'un seul groupe à quatre batteries, puis deux groupes à deux batteries, auxquels s'ajoute en janvier une batterie d'artillerie d'ouvrages. Armant les ouvrages d'artillerie du Chesnois et de de Velosnes, le régiment est équipé de dix 75 mm modèle 1897 sous casemate, de vingt-quatre 105 mm L modèle 1913 Schneider, de quatre 120 mm L modèle 1878 de Bange et de huit 155 mm L modèle 1918.
Le régiment combat sur la Meuse à partir du 13 mai 1940. Après la traversée de la Meuse par les Allemands à Sedan, c'est un officier du 169e RAP, le capitaine Fouques commandant les 7e et 8e batteries, qui serait à l'origine de la « panique de Bulson » : se méprenant sur l'origine de tirs à proximité de sa position, il annonce à tort que les chars allemands sont à Bulson, provoquant la retraite désordonnée de l'artillerie de la 55e division d'infanterie. Le Ier groupe du 169e est rattaché à la division de marche Burtaire qui amorce du 10 au 13 juin un repli vers le Sud de la France. Encerclés par les Allemands, ses éléments sont capturés avant le 23 juin 1940.

## Traditions

### Drapeau
Le drapeau du 169e régiment d'artillerie porte les inscriptions, reprise de celles du 159e RAP, :
- Dantzig 1813
- Kustrin 1813
- Alsace 1914-1918